# الحزب الشعبي للحرية والتقدم
الحزب الشعبي للحرية والتقدم، هو حزب سياسي تونسي أسس عام 2011. تعود جذور الحزب إلى المجموعة التي انشقت عن حزب الوحدة الشعبية بقيادة جلول عزونة أواخر الثمانينات وظلت تنشط كتيار حتى التسعينات. تحصل الحزب على التأشيرة في 22 مارس 2011 وخاض انتخابات المجلس الوطني التأسيسي في 18 دائرة  لكنه لم يفز بأي مقعد. في سبتمبر 2012 كان من الأحزاب المؤسسة للجبهة الشعبية  التي يعتبر مع حزب تونس الخضراء من مكوناتها المعتدلة في مقابل شق اليسار الراديكالي المهيمن عليها.

## أهداف الحزب[3]
- إرساء الجمهورية الثانية:

التي تنبني على سيادة الشعب التي وحدها ستحقق الحرية والكرامة والعدالة الاجتماعية والاستقلال الحقيقي للبلاد
إرساء الحريات
- إرساء الحريات الأساسية الفردية والجماعية:

حرية المعتقد
الحريات السياسية
حرية التعبير والإعلام
- الحاجيات الأساسية

الحق في التربية والثقافة وديمقراطية التعليم المجاني مدى الحياة،
الصحة المجانية للجميع،
الحق في السكن اللائق،
الحق في الشغل لكل مواطن.
- تكريس حرية المرأة
- تحرر حضاري شامل
- في الميدان الخارجي

التصدي للقوى الامبريالية والصهيونية والهيمنة الرأسمالية،
مناصرة كل حركات التحرر والتقدم في العالم،
مناصرة حركات التحرر في الوطن العربي وكل الثورات التي قام بها شعبنا العربي في عديد من أجزاء الوطن العربي من أجل الحرية والكرامة والديمقراطية
1. ↑  "في ندوة صحفية للحزب الشعبي للحرية و التقدم: دعاة الإستفتاء أطراف مشبوهة... و هو ليس من صلاحيات الحكومة المؤقتة"، التونسية في 13 سبتمبر 2011 نسخة محفوظة 2020-04-06 على موقع واي باك مشين.
2. ↑  ""الجبهة الشعبية" اليسارية تجتمع وتكشف عن برامجها"، موقع المصدر في 26 سبتمبر 2012 نسخة محفوظة 2020-04-06 على موقع واي باك مشين.
3. ↑  أهداف الحزب الشعبي للحرية والتقدم من موقع أحزاب تونس نسخة محفوظة 5 مارس 2016 على موقع واي باك مشين. "نسخة مؤرشفة". مؤرشف من الأصل في 2016-03-05. اطلع عليه بتاريخ 2013-05-26.{{استشهاد ويب}}:  صيانة الاستشهاد: BOT: original URL status unknown (link)

## وصلات خارجية
- الرسمية للحزب الشعبي للحرية والتقدم على الفايسبوك الحزب الشعبي للحرية والتقدم  على فيسبوك.